# نه عقب‌نشینی، نه تسلیم ۳: برادران تنی
نه عقب‌نشینی، نه تسلیم ۳: برادران تنی (انگلیسی: No Retreat, No Surrender 3: Blood Brothers) یک فیلم اکشن و رزمی هنگ کنگی-آمریکایی محصول سال ۱۹۹۰ به کارگردانی لوکاس لو با بازی لورن اودان و کیث ویتالی است. این فیلم هیچ ارتباطی روایی یا شخصیتی با نه عقب‌نشینی، نه تسلیم (۱۹۸۶) یا دنباله آن ندارد. 

## داستان
دو برادر متخاصم (یکی پلیس و دیگری متخصص هنرهای رزمی) با دیدگاه‌های سیاسی متفاوت، برای انتقام مرگ پدرشان، یک مامور بازنشسته، که توسط مافیا کشته شده است، به هم می‌پیوندند.

## بازیگران
- لورن اودان
- کیث ویتالی
- جوزف کامپانلا
- لوک اسکیو
- شری رز
- آصف مندوی
- مارک مک‌کالی
- رایون هانتر
- مارک روسو
- دیوید مایکل استرلینگ
- وَندا آکونا
- فیلیپ بنسن